# Estruturas hiperestáticas
Estruturas hiperestáticas são aquelas em que o número de reações é superior ao de equações da estática, sendo portanto, essas equações, somente, insuficientes para a determinação das reações.
A determinação das reações que atuam nestas estruturas são geralmente calculadas pelo Método das Forças ou pelo Método dos Deslocamentos. No método das forças, as variáveis são os esforços; no método dos deslocamentos, as deformações.
O grau de hiperestaticidade de uma estrutura é determinado pelo número de reações excedentes àquelas necessárias para o seu equilíbrio.